# Międzynarodowa Unia Kolarska

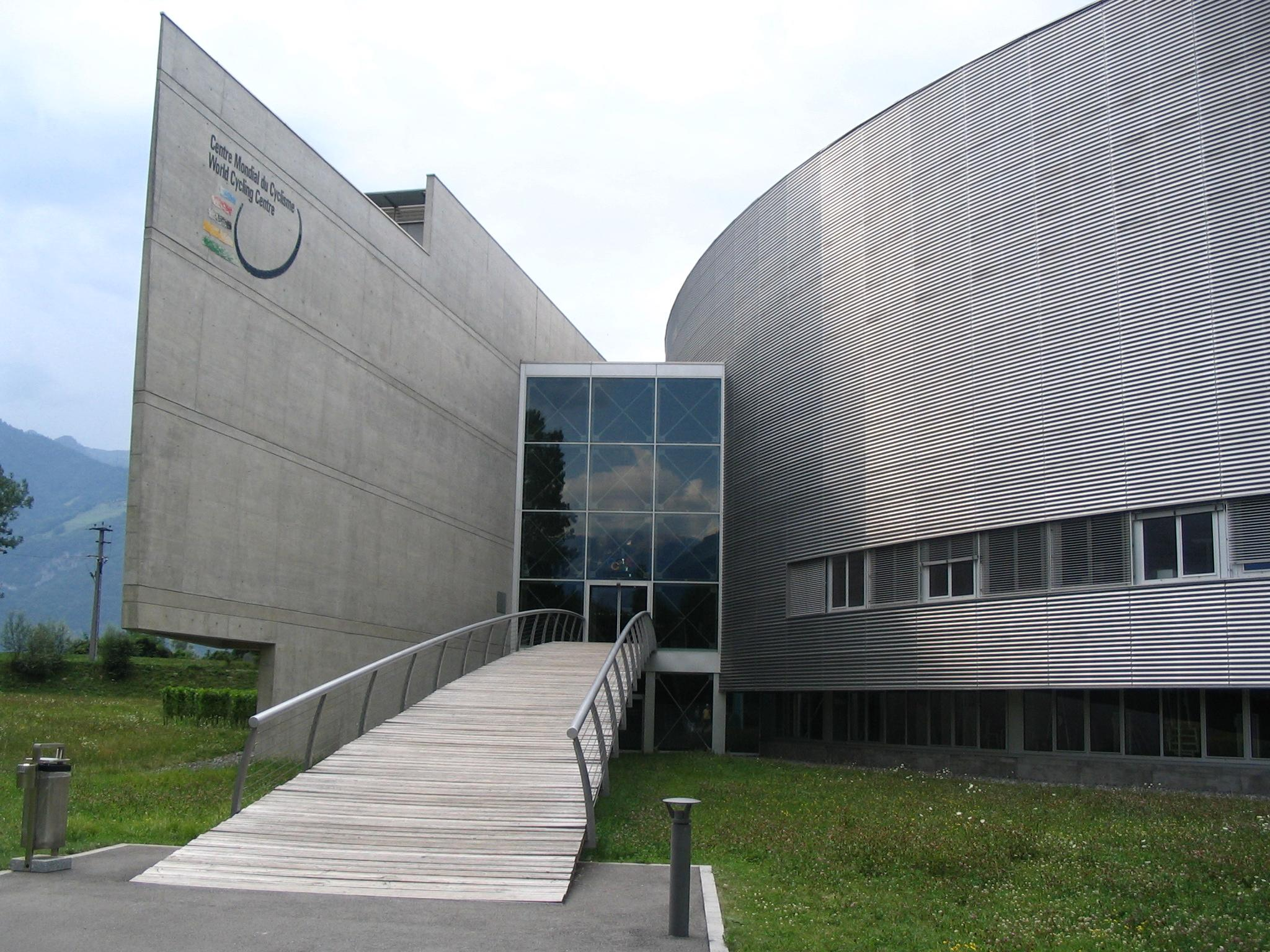
Siedziba UCI w Aigle (Szwajcaria)

Międzynarodowa Unia Kolarska (fr. Union Cycliste Internationale, UCI) – międzynarodowa instytucja zajmująca się propagowaniem kolarstwa, organizowaniem zawodów, ustanawianiem standardów sprzętowych, kontrolowaniem zawodników oraz ustalaniem ich list rankingowych w sportach kolarskich. Siedziba Unii znajduje się w Aigle w południowo-zachodniej Szwajcarii.
UCI dość długo było nastawione na propagowanie prawie wyłącznie tradycyjnych sportów kolarskich, a więc kolarstwa szosowego oraz kolarstwa torowego i kolarstwa przełajowego. W 1989 roku UCI zdecydowała się jednak „dostrzec” także kolarstwo górskie, BMX oraz trial rowerowy. Wszystkie te dziedziny UCI stara się obecnie „obsługiwać” na równych zasadach, tj. organizować mistrzostwa świata, puchar świata, ustalać reguły sprzętowe oraz udzielać licencji zawodniczych i prowadzić ranking zawodników zawodowych.
Jak dotąd spośród sportów kolarskich UCI nie zajęła się jeszcze sportami uprawianymi na rowerach poziomych i eksperymentalnych.

## Historia
UCI zostało założone 14 kwietnia 1900 r. w Paryżu przez organizatorów wyścigów kolarskich z Belgii, Stanów Zjednoczonych, Francji, Włoch i Szwajcarii.

### Prezesi
| Prezes             | Kraj            | Okres prezydentury |
| ------------------ | --------------- | ------------------ |
| Emile de Beukelaer | Belgia          | 1900–1922          |
| Léon Breton        | Francja         | 1922–1936          |
| Max Burgi          | Szwajcaria      | 1936–1939          |
| Alban Collignon    | Belgia          | 1939–1947          |
| Achille Joinard    | Francja         | 1947–1958          |
| Adriano Rodoni     | Włochy          | 1958–1981          |
| Luis Puig          | Hiszpania       | 1981–1990          |
| Hein Verbruggen    | Holandia        | 1991–2005          |
| Pat McQuaid        | Irlandia        | 2005–2013          |
| Brian Cookson      | Wielka Brytania | 2013–2017          |
| David Lappartient  | Francja         | od 2017            |